# Armatocereus matucanensis
Armatocereus matucanensis là một loài thực vật có hoa trong họ Cactaceae. Loài này được Backeb. miêu tả khoa học đầu tiên năm 1935.

## Hình ảnh

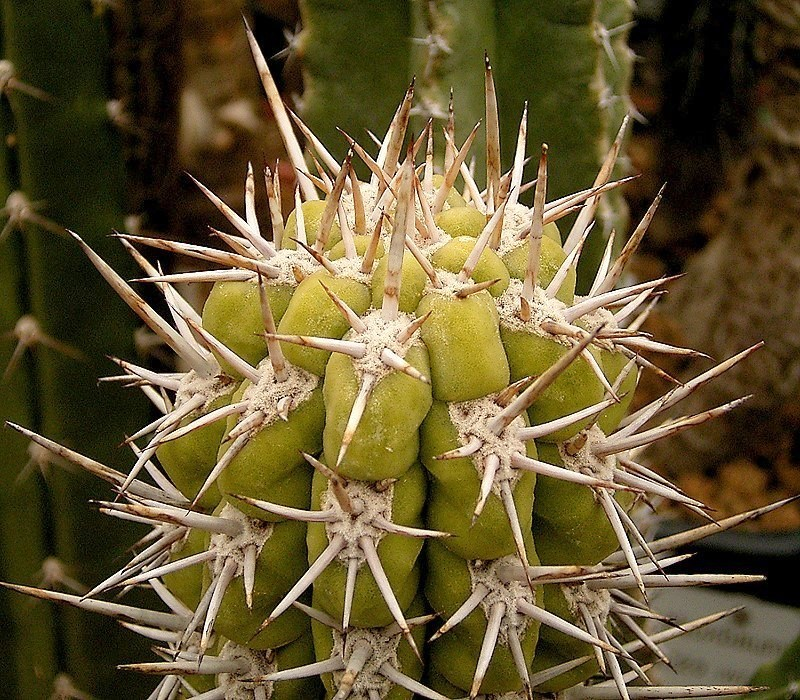
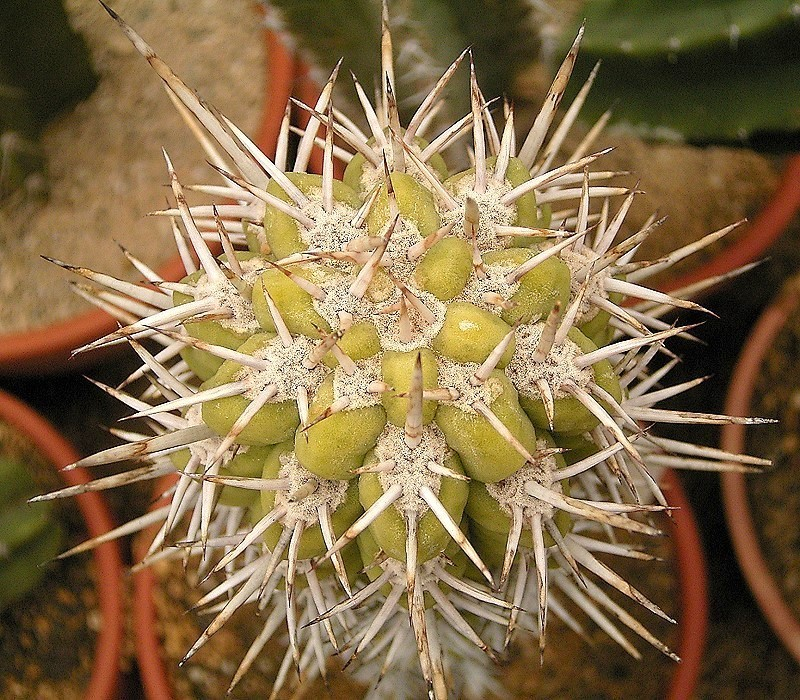
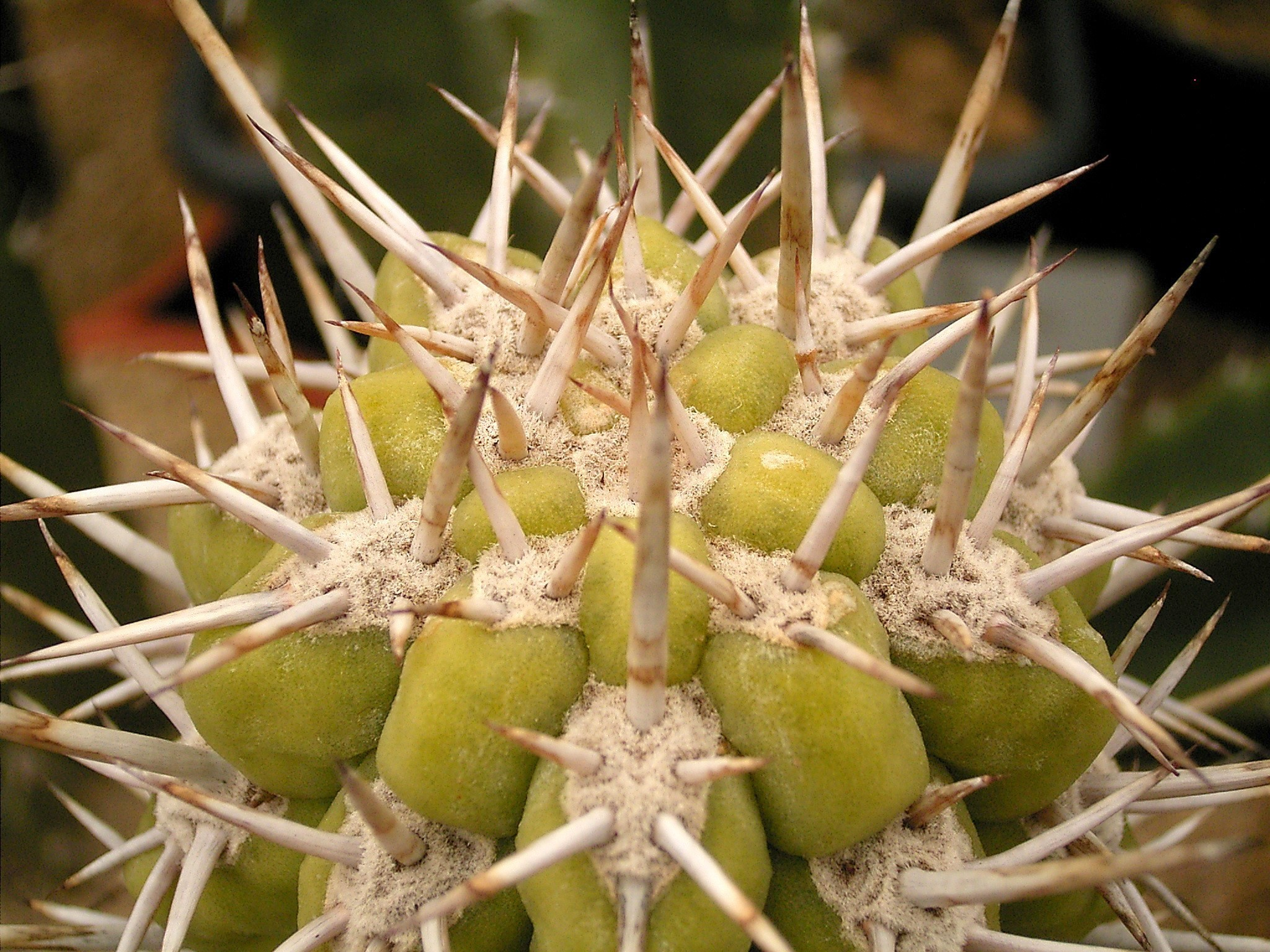